# Victor Lidskii
Victor Borisovich Lidskii (em russo:  Виктор Борисович Лидский; Odessa, 4 de maio de 1924 – Moscou, 29 de julho de 2008) foi um matemático soviético e ucraniano, que trabalhou com teoria espectral, teoria dos operadores e teoria das cascas.
Lidskii descobriu o teorema de Lidskii em 1959. Obteve um doutorado em 1954 na Universidade Estatal de Moscou, orientado por Israel Gelfand.